# 农村书屋
农村书屋是《中国十一五文化发展纲要》中提出的计划，该计划准备在中国农村建立20万个书屋，每个书屋至少有图书一千册，报刊30种，以及一些音像制品。农村书屋是中国新农村政策的一个方面，用于普及科学知识，提高农民的知识水平。